# Michael Engler (Autor)
Michael Engler (* 1961 in Niedersachsen) ist ein deutscher Autor und Illustrator.

## Leben
Engler hat Visuelle Kommunikation in Düsseldorf studiert. Anfangs arbeitete er als Szenarist und Illustrator, anschließend als Artdirector in Werbeagenturen. Heute lebt er als freier Autor in Düsseldorf und schreibt Theaterstücke, Hörspiele sowie Kinder- und Jugendbücher. Darüber hinaus veröffentlichte er seit 2014 mehrere Bilderbücher mit der Illustratorin Joëlle Tourlonias.
Mehrere seiner Kinderbücher wurden auch auf Englisch, Spanisch und Arabisch veröffentlicht. So wurde Else und Luise – Allerbeste Schwestern, 2023 von der aus Syrien stammenden Autorin Kefah Ali Deeb ins Arabische übersetzt und in den Vereinigten Arabischen Emiraten veröffentlicht.

## Werke

### Kinder- und Jugendliteratur

#### Kinderbücher
- 20 1/2 Freundschaftsgeschichten. Gondrom-Verlag, 2003. ISBN 978-3-8112-2199-4
- Die Wikinger kommen! Coppenrath Verlag, 2011. ISBN 978-3-8157-5560-0
- Herr Hansen hat eine Idee. minedition, 2011. ISBN 978-3-86566-143-2

#### Jugendbücher
- Runaway – Ausreißer. Langenscheidt, 2007. ISBN 978-3-468-20543-9
- Mind the Gap! Langenscheidt, 2008. ISBN 978-3-468-20558-3

#### Bilderbücher
- Delfingeschichten. Illustrationen von Eva Spanjardt. gondolino, 2008. ISBN 978-3-8112-3067-5
- Elefantastisch. Illustrationen von Joëlle Tourlonias. Annette Betz, 2014. ISBN 978-3-219-11583-3
- Elefantastische Abenteuer: Schatzsuche in Afrika. Illustrationen von Joëlle Tourlonias. Annette Betz, 2015. ISBN 978-3-219-11616-8
- Elefantastische Reise. Unterwegs nach Indien. Illustrationen von Joëlle Tourlonias. Annette Betz, 2016. ISBN 978-3-219-11673-1
- Wir zwei gehören zusammen. Illustrationen von Joëlle Tourlonias. Baumhaus, 2016. ISBN 978-3-8339-0371-7
- Ich bin ein Tiger. Illustrationen von Joëlle Tourlonias. Annette Betz, 2016. ISBN 978-3-219-11694-6
- Elefantastische Weihnachten – Expedition zum Nordpol. Illustrationen von Joëlle Tourlonias. Annette Betz, 2017. ISBN 978-3-219-11712-7
- Wir zwei sind Freunde fürs Leben. Illustrationen von Joëlle Tourlonias. Baumhaus, 2017. ISBN 978-3-8339-0701-2
- Rufus und sein Schnabeltier. Illustrationen von Dirk Henning. Thienemann, 2018. ISBN 978-3-522-18485-4
- Ein komischer Vogel: Es ist schön, etwas anders zu sein. Illustrationen von Joëlle Tourlonias. Annette Betz, 2018. ISBN 978-3-219-11763-9
- Weihnachten mit Tante Josefine. Illustrationen von Martina Matos. Boje Verlag, 2018. ISBN 978-3-414-82512-4
- Drei Schafe auf der Arche oder: So findest Du das Glück! Illustrationen von Henning Löhlein. 360 Grad Verlag, 2018. ISBN 978-3-96185-515-5

### Theaterstücke
- Sommerschnee. Theaterverlag München, 2004.
- Luft zum Leben. Stück von Ben Elton, Deutsch von Michael Engler. UA: Altes Schauspielhaus, Stuttgart. Ahn & Simrock, 2007.
- Alles aus Liebe (Komödie). UA: Theater an der Luegallee, Düsseldorf, 2011. Ahn & Simrock, 2010.
- Noch einmal, aber besser (Komödie). UA: Theater an der Kö, Düsseldorf, 2014. Ahn & Simrock, 2012.
- Ein besonderer Tag (Komödie). Ahn & Simrock, 2012.
- Was wahr war. UA: Theater K, Aachen, 2013. Ahn & Simrock, 2013.
- Der Gottesplan (Satirische Komödie). Ahn & Simrock, 2015.
- Dies seltsame Tier. UA: 1. Internationales Friedenscamp Aachen, 2016.
- Lonelyhearts (Komödie). Ahn & Simrock, 2017.
- Peer Gynt Monolog. UA: Tonhalle Düsseldorf, 2017.

### Hörbücher
- Heinrich Heine. Ein Leben. Argon, 2007.

Quellen: